# 수소 스펙트럼 계열

수소의 전자 전이와 그로 인한 파장. 에너지 수준 간의 차이는 그림에서처럼 일정하지 않다.

수소의 방출 스펙트럼(영어: Hydrogen spectral series)은 스펙트럼 선들의 개수로 나뉜다. 물리학에서는 수소의 스펙트럼은 전자와 에너지 레벨 사이의 입자 점프들과 일치한다. 수소원자의 가장 간단한 모델은 보어 모델로 주어진다. 전자가 높은 에너지에서 낮은 에너지로 점프할 때 뚜렷한 파장의 광자는 뤼드베리 공식에 의해 방출된다.
{\displaystyle {1 \over \lambda }=R\left({1 \over (n^{\prime })^{2}}-{1 \over n^{2}}\right)\qquad \left(R=1.097373\times 10^{7}\ \mathrm {m} ^{-1}\right)}
(n은 처음에너지 레벨이고 n'는 마지막 에너지 레벨이다. 그리고 R은 뤼드베리 상수)
스펙트럼 선들은 n'을 따라 그룹지어진다. 선들은 묶음의 긴파장/작은 진동수로부터 순차적으로 이름 붙여진다. 각각 그리스 문자로 쓰여진다. 예를 들면 2->1 선은 "리만 알파" (Ly-α), 7->3 선은 "파셴 델타" (Pa-δ)로 불린다.
몇몇 수소 스펙트럼 선들은 이 묶음들의 바깥으로 떨어진다. 이 같은 것을 21cm 선이라 하고 매우 희귀한 미세한 흔들림과 같은 사건이다.

## 계열

수소 스펙트럼.

수소 스펙트럼의 모든 파장 영역은 다음과 같다.

### 라이먼 계열 (n′ = 1)
| {\displaystyle n} | 2   | 3   | 4    | 5    | 6    | {\displaystyle \infty } |
| λ (nm)            | 122 | 103 | 97.2 | 94.9 | 93.7 | 91.1                    |

1906년에서 1914년에 라이먼이 자외선 영역으로 관측.

### 발머 계열 (n′ = 2)
| {\displaystyle n} | 3   | 4   | 5   | 6   | 7   | {\displaystyle \infty } |
| λ (nm)            | 656 | 486 | 434 | 410 | 397 | 365                     |

1885년 요한 발머가 가시광선 영역에서 관측.

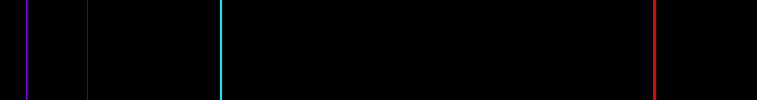
발머 계열의 4개의 수소 스펙트럼 선. 왼쪽부터 410 nm, 434 nm, 486 nm, 656 nm의 빛이 관측된다.

### 파셴 계열 (n′ = 3)
| {\displaystyle n} | 4    | 5    | 6    | 7    | 8   | {\displaystyle \infty } |
| λ (nm)            | 1870 | 1280 | 1090 | 1000 | 954 | 820                     |

1908년 프리드리히 파셴이 근적외선 영역에서 관측.

### 브래킷 계열 (n′ = 4 )
| {\displaystyle n} | 5    | 6    | 7    | 8    | 9    | {\displaystyle \infty } |
| λ (nm)            | 4050 | 2630 | 2170 | 1940 | 1820 | 1460                    |

1922년 프레드릭 순머 브래킷이 원적외선 영역에서 관측.

### 푼트 계열 (n′ = 5)
| {\displaystyle n} | 6    | 7    | 8    | 9    | 10   | {\displaystyle \infty } |
| λ (nm)            | 7460 | 4650 | 3740 | 3300 | 3040 | 2280                    |

1924년 푼트가 마이크로파 영역에서 관측.

### 험프리 계열 (n′ = 6)
| {\displaystyle n} | 7     | 8    | 9    | 10   | 11   | {\displaystyle \infty } |
| λ (nm)            | 12400 | 7500 | 5910 | 5130 | 4670 | 3280                    |

험프리가 마이크로파 이상의 영역에서 관측.

### 그 이상 (n′ > 6)
이름지어지지 않음. 그러나 뤼드베리 방정식과 같은 패턴이다.

## 같이 보기
- 천문 분광법
- 보어의 이론과 발머-뤼드베리 방정식
- 모즐리의 법칙
- 이론적 슈뢰딩거 방정식에 대한 실험 정당화